# Herrljunga (commune)
Pour la localité, voir Herrljunga.
La commune de Herrljunga est une commune suédoise du comté de Västra Götaland, peuplée d'environ 9 450 habitants (2020). Son chef-lieu se situe à Herrljunga.

## Localités principales
- Annelund
- Fåglavik
- Herrljunga
- Ljung

## Personnalités
- Élisabeth Hesselblad (1870-1957), béatifiée en 2000.